# Antichloris purpurea
Antichloris purpurea är en fjärilsart som beskrevs av Percy I. Lathy 1899. Antichloris purpurea ingår i släktet Antichloris och familjen björnspinnare. Inga underarter finns listade i Catalogue of Life.